# Óscar Herrera
Óscar Enrique Herrera Hernández (* 3. Januar 1959 in Talcahuano; † 5. Oktober 2015 ebenda) war ein chilenischer Fußballspieler. Der Stürmer absolvierte 23 Länderspiele für Chiles Nationalmannschaft und erzielte dabei einen Treffer.

## Karriere

### Verein
Óscar Herrera, auch Jurel genannt, kam 1974 in die Jugend von Naval und wurde 1975 Profi beim Klub. Zuvor hatte er bei den lokalen Vereinen Miguel Cervantes und Unión San Vicente gespielt. Bei Naval verbrachte er nahezu seine gesamte Karriere. Ausnahme war 1989, als er für Fernández Vial spielte. 1990 kehrte aber zu Naval zurück, das sich in diesem Jahr auflöste. Herrera spielte noch ein Jahr für den Nachfolgeklub Los Náuticos aus Talcahuano.
Im Alter von 56 Jahren starb der frühere Nationalspieler an einem Infarkt.

### Nationalmannschaft
Óscar Herrera lief zwischen März 1981 und November 1988 in 23 Länderspielen für Chile auf. Bei seinem Debüt im Freundschaftsspiel gegen Kolumbien erzielte der Stürmer nach 29 Spielminuten den einzigen Treffer des Spiels. Mit der La Roja qualifizierte sich Herrera für die Fußball-Weltmeisterschaft 1982, fiel aber verletzungsbedingt beim Endturnier in Spanien aus. Bei der Copa América 1983, seinem einzigen großen Turnier, schied er mit seinem von Trainer Luis Ibarra geleiteten Team in der Gruppenphase gegen den späteren Finalisten Uruguay aus. Er selbst kam nur beim 5:0-Erfolg über Venezuela zum Einsatz. Sein letztes Spiel absolvierte Herrera in der Copa del Pacífico 1988 gegen Peru.